# Beerenlay
Beerenlay bezeichnete eine Großlage im deutschen Weinbaugebiet Mosel.
Die Beerenlay war die kleinste der Großlagen und wurde von der Großlage Kurfürstenlay umschlossen. Die zusammengefassten Einzellagen lagen in der Nähe der Mündung der Lieser in die Mosel und rührte von der dort so bezeichneten Einzellage.

## Einzellagen
Die Großlage Beerenlay zählte zum Bereich Bernkastel und bestand aus folgenden Einzellagen:

### Lieser
- Süßenberg
- Rosenlay
- Niederberg-Helden